# Emilie De Roo
Emilie De Roo (Gent, 2 juli 1980) is een Vlaamse actrice en zangeres bij Kenji Minogue.
Ze werd op televisie bekend als Elisabeth in de docusoap 16+ en als Delphine in de sitcom Nonkels.
Tussen 2012 en 2018 vormde ze samen met Sarah Vandeursen het electropop-duo Kenji Minogue. In 2014 kuste ze Christoph D'Haese, burgemeester van Aalst, vol op de mond na een optreden voor de opening van de nieuwe stadsfuifzaal.

## Televisie
- 16+ (2006-2008) - als Elisabeth
- Spoed (2008) - als inspecteur De Jong
- Flikken (2008) - als Mireille Maçon
- Vermist (2008) - als Ilse Mercelis
- Jes (2009) - Carla Joos
- In Vlaamse velden (2014) - als zwangere vrouw
- De Luizenmoeder (2019) - als Sara
- Callboys (2019) - als Saskia
- Albatros (2021) - als Jessie Leemans
- Lockdown (2021) - als Nadia
- Beau Séjour 2 (2021) - als Esther Teirlinck
- 3Hz (2021) - als Patricia
- Grond (2021) - als Vanessa
- Nonkels (2022-heden) - als Delphine Verhaeghe
- Arcadia (2023) - wachtmeester
- De twaalf (2023) - als journaliste Nico Willems
- Exen (2023) - Hiske
- Sphinx (2024) - Sabine Dupont
- Juliet (2024) - als Karolien Timmers
- Dood Spoor (2025) - als Cleo
- Oh, Otto! (2025) - als Helena

## Film
- Fuego (2007) - als Charity
- Make-Up (2008) - als Yvana
- Zwerm (2021) - als Kristien
- H4Z4RD (2022) - als vrachtwagenchauffeur
- Young Hearts (2024) - als Nathalie

## Theater
- Hertenkamp (2007-2008)